# 舌瓣鼠尾草
舌瓣鼠尾草（学名：Salvia liguliloba）是唇形科鼠尾草属的植物，为中国的特有植物。分布于中国大陆的安徽、浙江等地，生长于海拔800米的地区，多生长于山坡林缘路旁，目前已由人工引种栽培。